# Кирсанов, Сергей Станиславович
Сергей Станиславович Кирсанов (16 декабря 1961, Новосибирск) — советский и российский футболист, тренер (с лицензией PRO-UEFA). Сын боксёра, тренера и судьи по боксу Станислава Кирсанова.

## Биография
В качестве футболиста выступал за команды второй лиги СССР и России, представлявшие Сибирь и Дальний Восток, сыграл более 200 матчей во втором дивизионе. Провёл один сезон (1993) в первой лиге в составе новокузнецкого «Металлурга».
Также выступал в мини-футболе за новосибирский «Сибиряк», в его составе в сезоне 1993/94 играл в высшей лиге.
В 2002 году был играющим тренером клуба «Чкаловец-Олимпик». С 2004 года работал в структуре «Сибири» тренером, главным тренером дубля. Несколько раз был исполняющим обязанности главного тренера (март-апрель 2013, октябрь-ноябрь 2013). В сезоне 2014/15, а также с октября 2016 года по сентябрь 2018 года — главный тренер клуба.
10 января 2020 года стал главным тренером клуба «Новосибирск», с которым сначала заключил контракт до конца сезона 2019/20; но затем продолжил работу с командой и в следующем сезоне, под конец которого в начале мая 2021 года был временно отстранён от исполнения обязанностей решением генерального директора клуба, а в период межсезонья в конце июня того же года уступил пост наставника команды Павлу Могилевскому; после чего перешёл на должность тренера Академии сибирского коллектива.